# 天岩戸駅
天岩戸駅（あまのいわとえき）は、かつて宮崎県西臼杵郡高千穂町大字三田井にあった高千穂鉄道高千穂線の駅である。
天岩戸神社の最寄駅であったが、駅から7 kmほど、車で5分を要し、アクセスは便利とはいえなかった。
駅名に「岩戸」とあるが所在地は「高千穂町大字岩戸」ではなく「高千穂町大字三田井」であった。

## 歴史
- 1972年（昭和47年）7月22日：国鉄高千穂線の駅として開業[1]。
- 1987年（昭和62年）4月1日：国鉄分割民営化により九州旅客鉄道（JR九州）に継承[1]。
- 1989年（平成元年）4月28日：第三セクター転換により高千穂鉄道の駅となる[2]。
- 2005年（平成17年）9月6日：台風14号による被害のため高千穂鉄道全線で運転休止。
- 2008年（平成20年）12月28日：槇峰 - 高千穂間の廃線に伴い廃駅。

## 駅構造
単式ホーム1面1線の地上駅である。無人駅で、駅は渓谷の斜面に設置されている。

## 利用状況
2003年（平成15年）度の1日平均乗車人員は3人であった（高千穂鉄道線内では最も利用客が少ない）。

## 駅周辺
- 高千穂橋梁[2]
- 天岩戸神社
- 高千穂町立岩戸小学校
- 高千穂町立岩戸中学校
- 天岩戸幼稚園
- 高千穂町役場 天岩戸出張所
- 観光ホテル天岩戸
- 高千穂ユースホステル
- 天岩戸郵便局
- 国道218号
- 大分県道・宮崎県道7号緒方高千穂線

## 現状
2008年（平成20年）12月の全線廃止後も駅施設は残存している。2010年（平成22年）現在、高千穂あまてらす鉄道が当駅から高千穂駅までの区間を遊具としてスーパーカートによる鉄道運行を開始した。なお、駅ホームは廃線当時のまま残っており、スーパーカートに乗車することによって線路側からその様子をうかがうことができるが、ホームへの立ち入りは禁止されている。

## ギャラリー

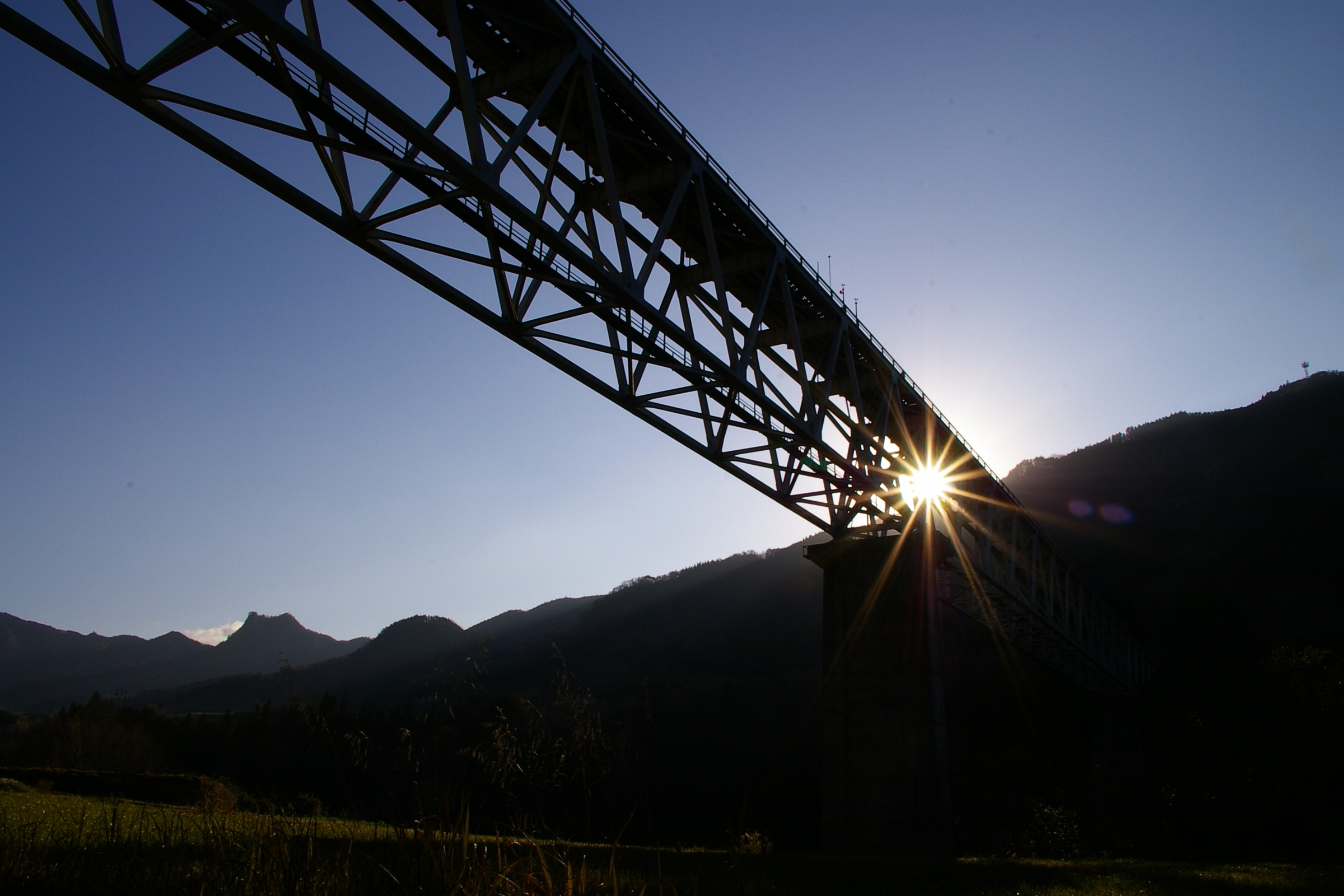
駅から崖を下ると、駅に隣接する高千穂鉄橋が頭上100 mに見える
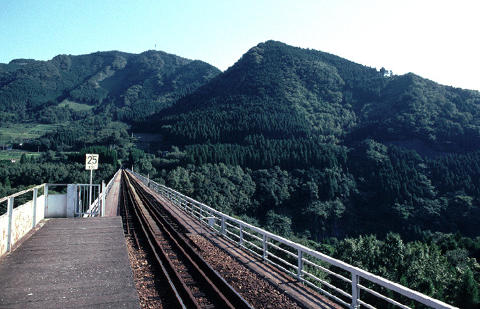
ホームの延岡駅側には高千穂橋梁がある。
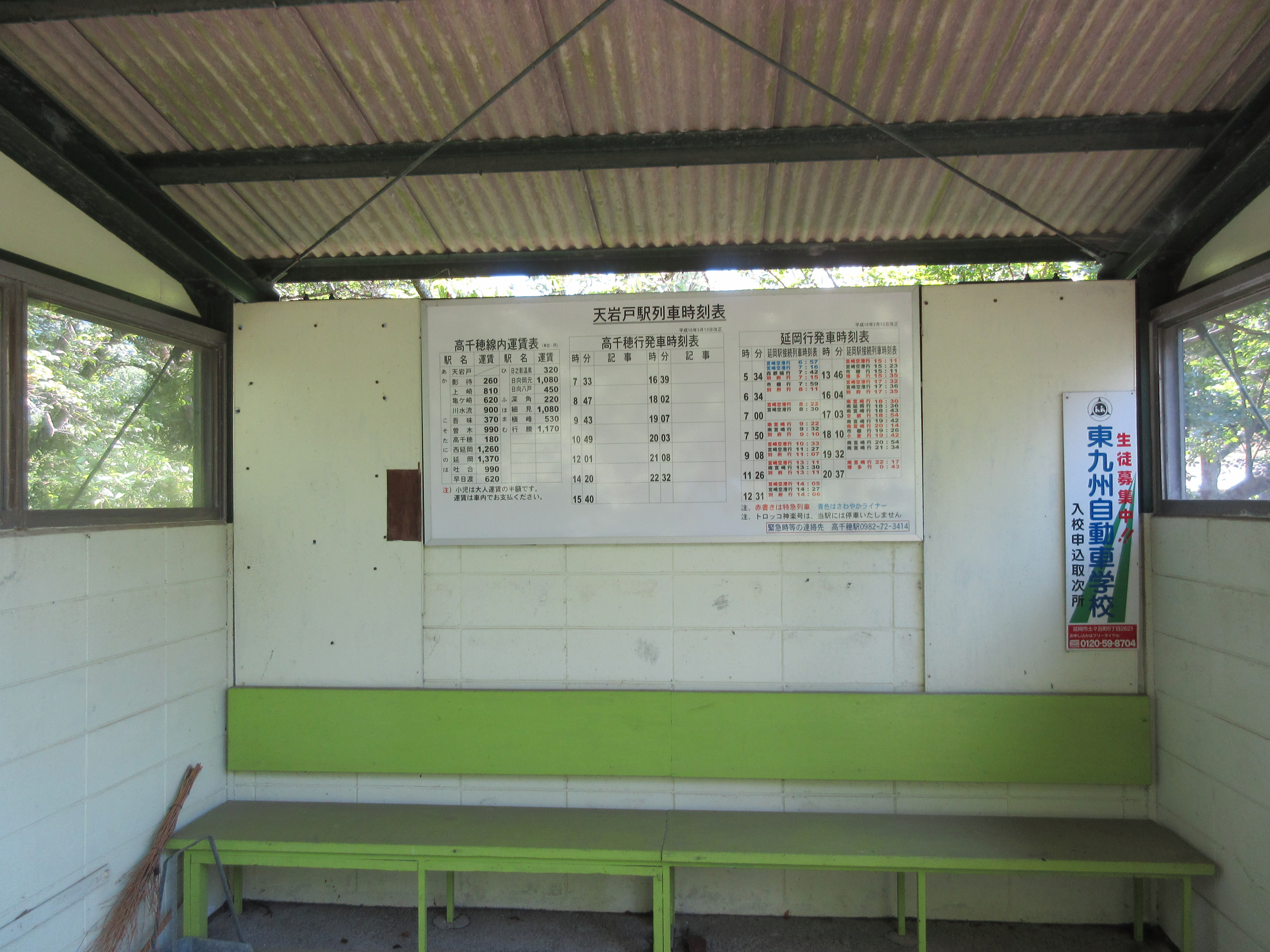
- 駅待合室に張られた時刻表（2016年）。 - （2004年当時のまま）
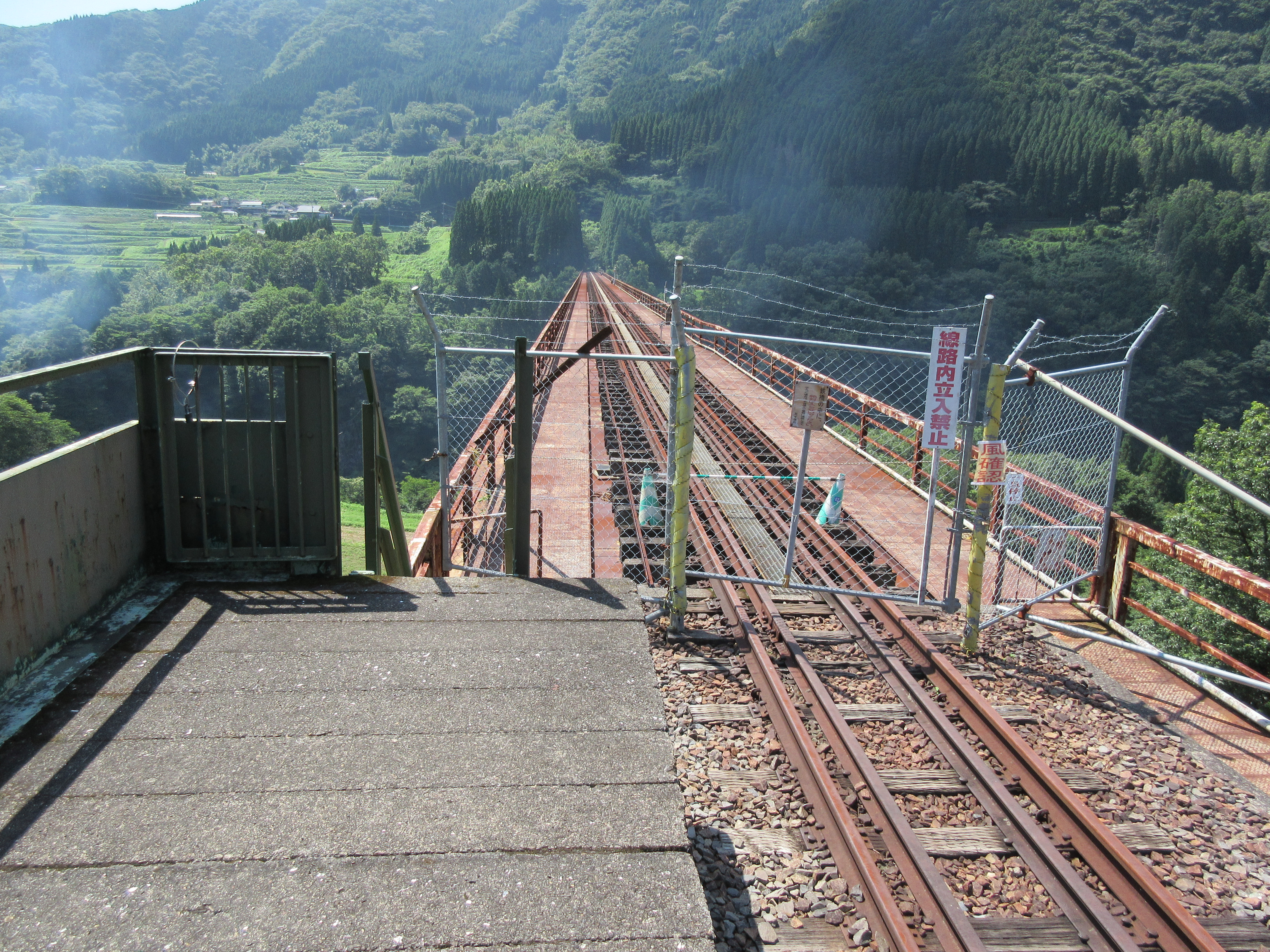
- 熊本地震によって閉鎖された高千穂橋梁。
  - （※スーパーカートの運行は2016年7月23日に再開している）

## 隣の駅
高千穂鉄道
■高千穂線
深角駅 - 天岩戸駅 - 高千穂駅